# 하버드 대학교
하버드 대학교(영어: Harvard University)는 미국 메사추세츠주 케임브리지에 위치한 아이비리그 소속 최상위권 명문이자 전세계 최고 사립 대학이다.

## 개요
하버드 대학교는 1636년 10월 28일에 매사추세츠 식민지 일반의회가 설립하였다. 미국에서 가장 오래된 대학교며, 처음에는 '새로운 대학'(New College) 또는 '새 도시 대학'(The college at New Towne)으로 불렸으나, 1639년 3월 13일에 '하버드 칼리지'(Harvard College)라는 이름을 지었다. 젊은 청교도 성직자 존 하버드의 성을 따서 지은 것이다. 그는 유언을 남겨서 400여 권의 책과 재산의 절반인 현금 779파운드를 학교에 기부하였다. 훗날에 여러 학과와 전문대학원들이 통합되면서 하버드 대학교가 되었다. 지금도 학부는 하버드 칼리지라고 부른다.
찰스 윌리엄 엘리엇은 40년간 하버드 총장으로 일하면서 하버드 대학교를 근대 연구 대학으로 변모시켰다. 엘리엇의 개혁은 선택 과목, 소규모 강의 등에 관한 변화도 포함하고 있었다. 하버드 모델은 미국 교육에 영향을 끼쳤다.
하버드 대학교는 현재까지 졸업생과 교수를 포함해서 세계에서 가장 많은 157명의 노벨상 수상자를 배출했다. 또한 프랭클린 루즈벨트와 존 F. 케네디에 이르기까지 미국에서 가장 많은 총 7명의 미국 대통령, 36명의 퓰리처상 수상자, 미국에서 가장 많은 수상자를 두고 있다.

## 역사

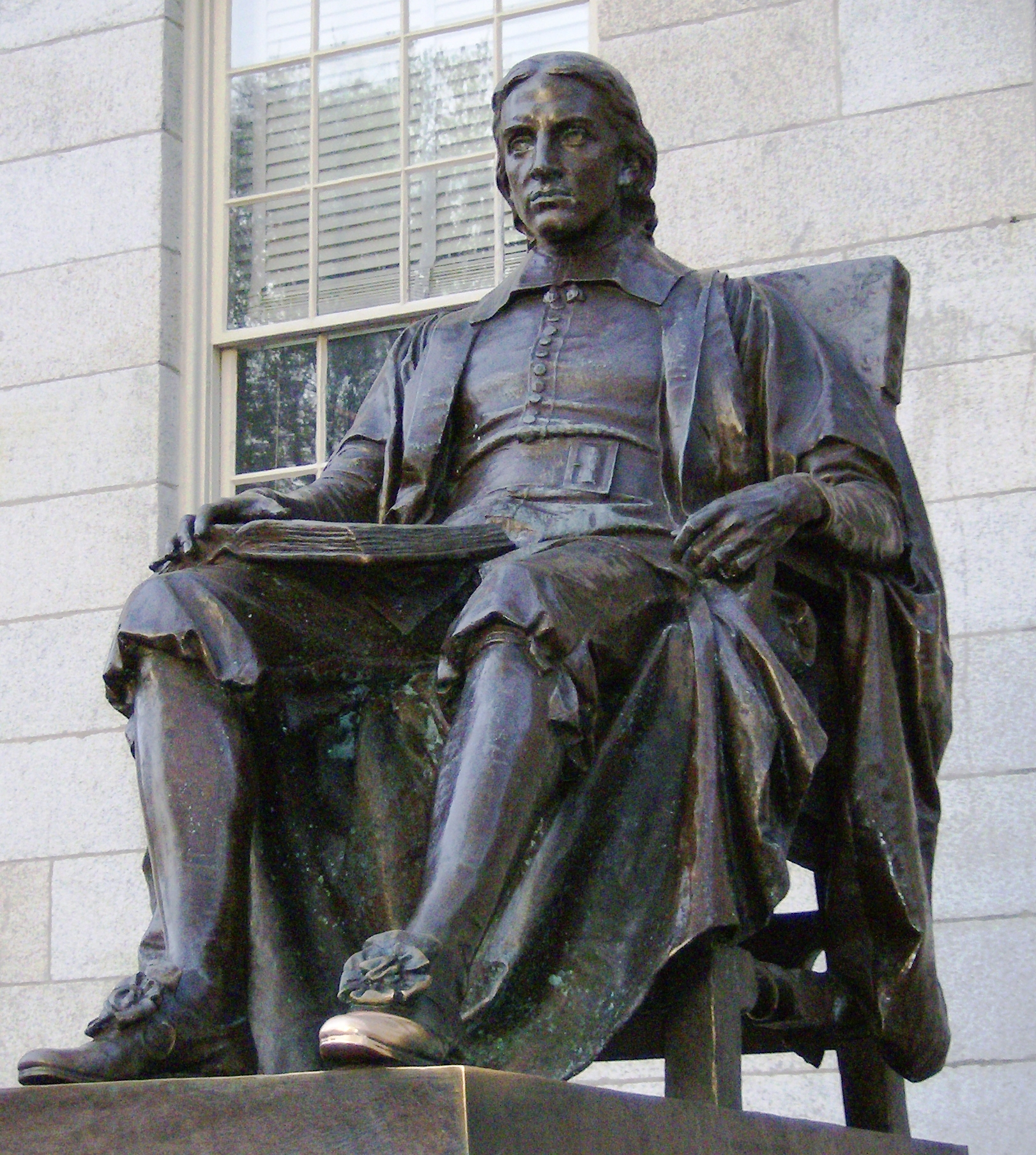
캠퍼스 내 존 하버드 동상

### 미국 최초의 대학교
아이비리그 대학 중 하나인 하버드 대학교는, 기독교인은 지식이 부족하면 안 된다는 신념을 실천하기 위하여 책과 현금을 기증한 영국 청교도 목사 존 하버드의 이름을 딴 미국 교육 역사상 최초의 대학교이다.

## 설립
하버드 대학교는 1636년 메사추세츠 식민지 관할 의원회(Great and General Court of Massachusetts Bay Colony)의 투표를 거쳐 대학교 설립을 구체화시키게 되었다. 미국 독립 이전에 정식 학위 수여를 할 수 있었던 9개의 영국 식민지시대에 설립된 미국의 대학교들 중 하나로서 그 중 최초로 설립되었다. 처음에는 학생 아홉 명과 강사 한 명을 두고 목사 양성을 목적으로 출범했다고 한다. 찰스턴 출신의 존 하버드 목사가 이곳에 정착한지 얼마되지 않은 1638년 세상을 떠나면서 그의 장서와 재산을 뉴 잉글랜드에 새로 세워진 대학교인 하버드 대학교에 기증함으로써, 하버드 대학교는 존 하버드 목사의 이름을 추모하는 의미에서 1639년 하버드 칼리지(Harvard College)로 명명되었다. 1650년에 하버드 칼리지의 헌장(charter)이 수립되었다. 초기 하버드 대학교는 많은 청교도 목사를 양성했다. 비록 초교파적이었지만, 초기 학교는 회중교회와 유니테리안 성직자들을 교육시켰다.

### 종합 대학교
1782년에 메디컬 스쿨(Harvard Medical School), 1816년에 신학대학원(Harvard Divinity School), 1817년에 로스쿨(Harvard Law School), 1867년에 치의학대학원(Harvard School of Dental Medicine), 1908년에 비즈니스 스쿨(Harvard Business School), 1920년에 교육대학원(Harvard Graduate School of Education), 1922년에 보건대학원(Harvard School of Public Health), 그리고 1936년에 케네디 스쿨(Harvard Kennedy School)을 설립하면서 차츰 현대적인 종합대학이 됐다.

## 캠퍼스

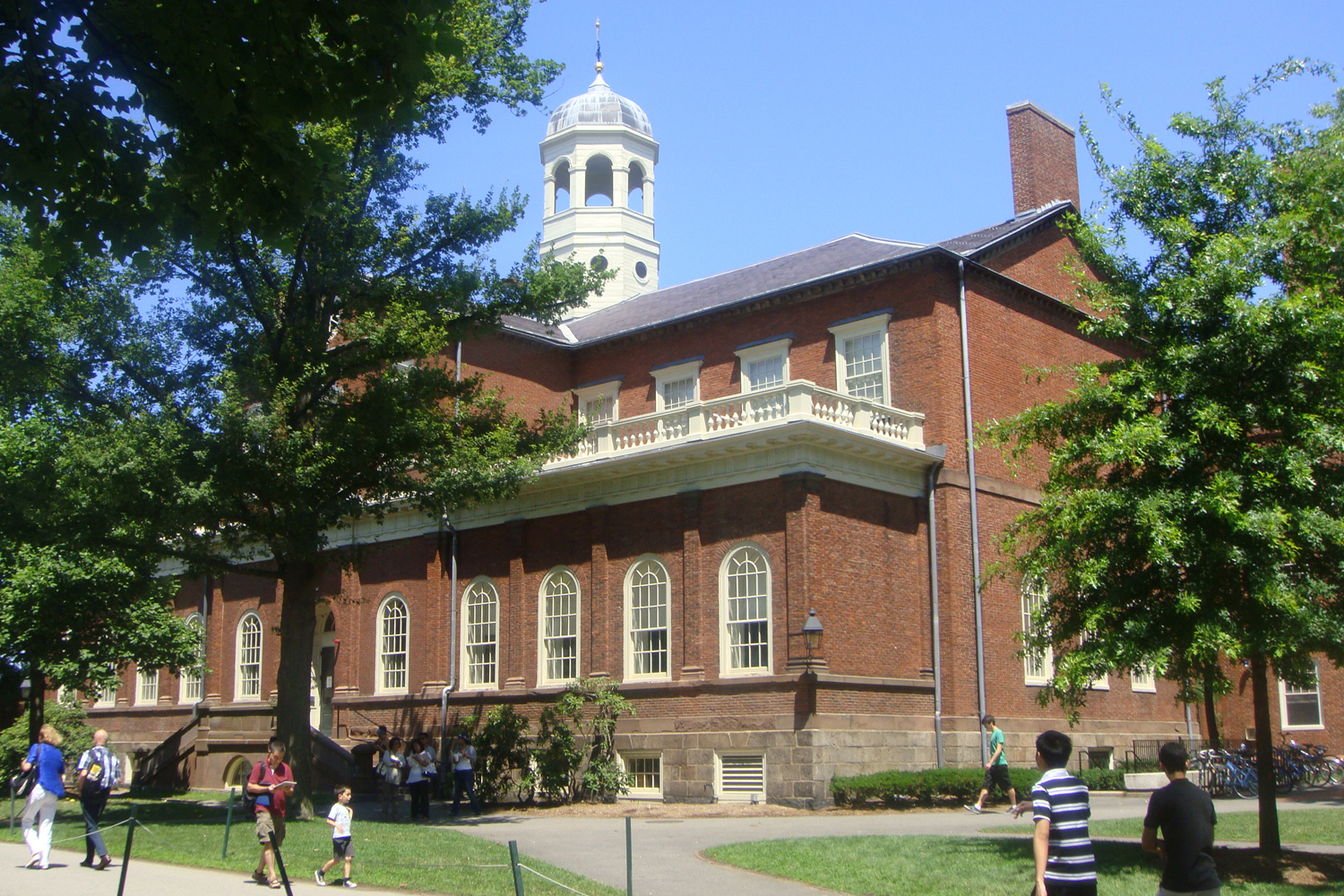
하버드 홀

하버드 대학교의 메인 캠퍼스(main campus)는 중앙 케임브리지 시에 있는 하버드 야드(Harvard Yard) 중심에 있으며 그 인근에 있는 하버드 스퀘어(Harvard Square)까지 연장되어 있다. 하버드 비즈니스 스쿨과 하버드 스타디움(Harvard Stadium)을 포함한 많은 대학의 운동 시설들은 찰스강의 다른 면인 하버드 스퀘어로부터 남서쪽 건너편에 있는 보스턴 올스턴 지역에 있다. 메인 캠퍼스에서 찰스 강 건너편에 자리잡고 있는 올스턴 지역까지 도보로 갈 수 있다. 하버드 메디컬 스쿨, 하버드 덴털 스쿨, 하버드 보건대학원은 보스턴 롱우드 메디컬 앤드 아카데믹 에리어(Longwood Medical and Academic Area)에 위치해 있다. 하버드 로스쿨은 하버드 야드 북쪽에 위치해 있다.
하버드 야드에는 중앙 관리 사무소, 대학교 메인 도서관들, 세버 홀(Sever Hall), 유니버시티 홀(University Hall)을 포함한 대학교 건물들, 메모리얼 교회(Memorial Church), 다수의 학부 1학년생 기숙사들이 있다. 학부 2학년생과 학부 3학년생과 학부 4학년생은 12개동의 기숙사(residential Houses)에 살며 그중에 9개동은 하버드 야드 남쪽이나 찰스 강 근처에 있고 나머지 3개동은 하버드대 학부 캠퍼스의 부분인 쿼드랭글(Quadrangle)에서 북서쪽으로 반마일 떨어진 래드클리프가 하버드 시스템에 통합될때까지 이전에 래드클리프 칼리지 학생들이 사용했던 거주지역에 위치해 있다. 각각 기숙사는 학부생, 사감, 교수를 위한 방 뿐만 아니라 식당, 도서관, 다양한 그밖에 학생시설들을 포함한다. 그 시설은 에드워드 하크니스(Edward Harkness)에 의해서 최선을 다해서 하나의 선물로 만들어졌다. 이전 래드클리프 칼리지 캠퍼스의 중앙인 래드클리프 야드는 교육대학원과 캠브리지 공원에 인접해 있다.

## 구성
하버드 대학교의 구성은 다음과 같다.

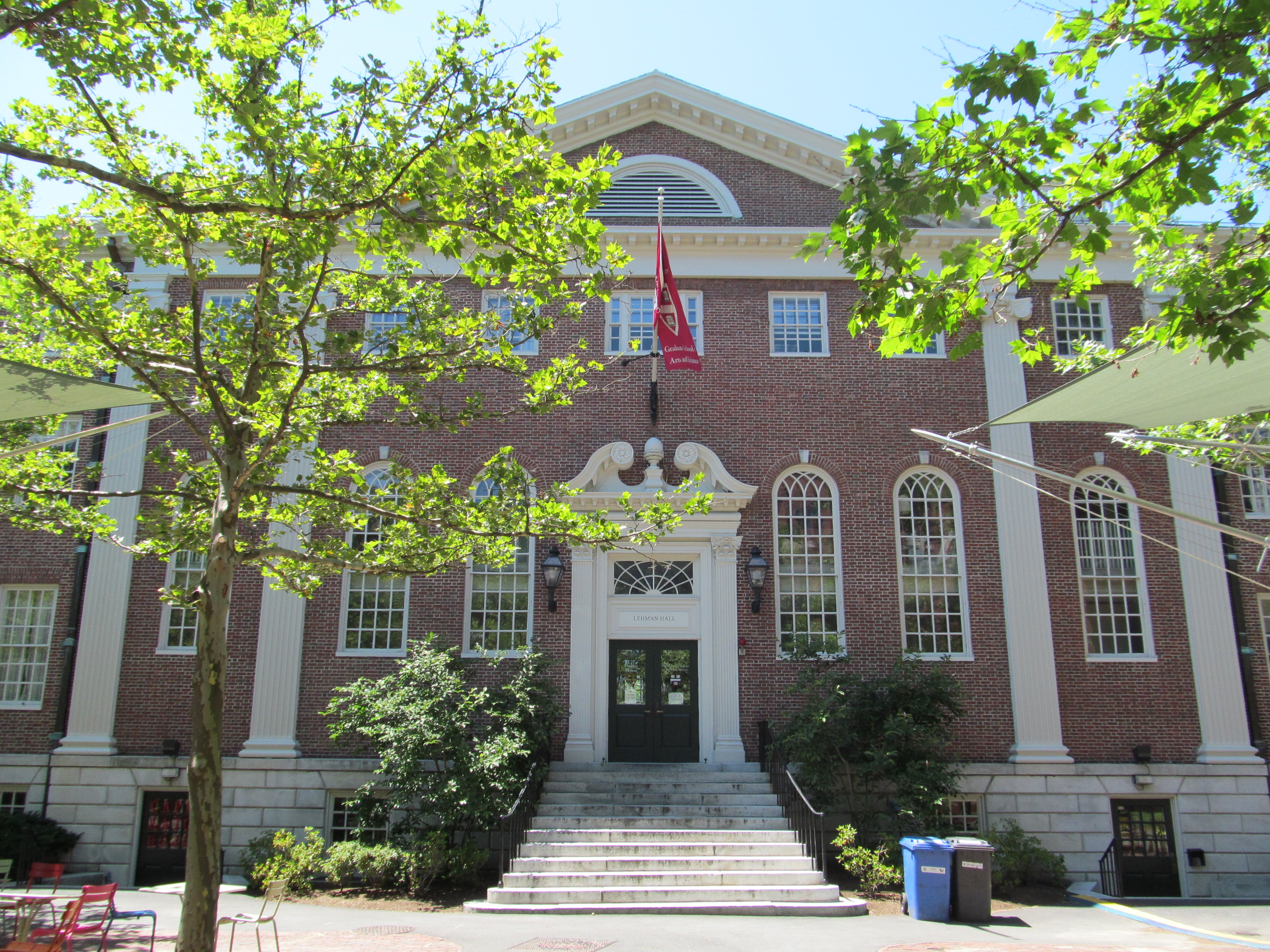
더들리 하우스

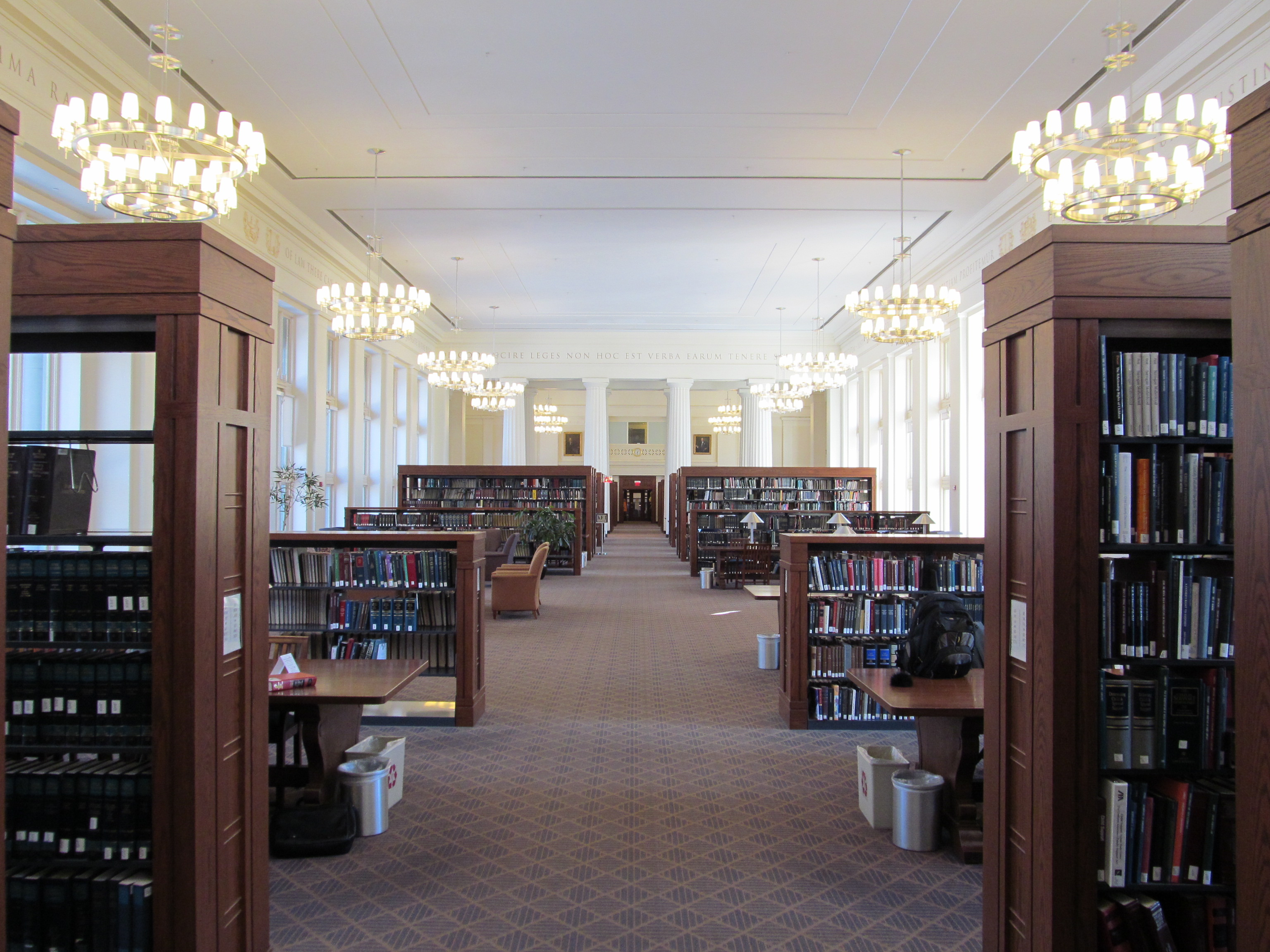
하버드 로스쿨 랑델 홀 열람실

- 문리대학(Faculty of Arts and Sciences)에 부수하여 공학응용과학대학(School of Engineering and Applied Sciences)이 있다. 문리대학은 아래 과정을 함께 제공한다.

- 하버드 칼리지 학부과정(Harvard College) (1636)
- 일반대학원(Graduate School of Arts and Sciences) (1872)
- 평생교육원(Harvard Division of Continuing Education) 아래에 하버드 서머 스쿨 (Harvard Summer School) (1871), 하버드 익스텐션 스쿨(Harvard Extension School) (1910)이 있다.

- 의과대학원(Harvard Medical School) (1782)
- 치의학대학원(Harvard School of Dental Medicine) (1867).
- 신학대학원(Harvard Divinity School) (1816)
- 법과대학원(Harvard Law School) (1817)
- 경영대학원(Harvard Business School) (1908)
- 건축대학원(Graduate School of Design) (1914)
- 교육대학원(Harvard Graduate School of Education) (1920)
- 보건대학원(School of Public Health) (1922)
- 케네디 행정대학원(Harvard Kennedy School of Government) (1936)

1999년 래드클리프 칼리지(Radcliffe College)가 래드클리프 대학원(Radcliffe Institute for Advanced Study)으로 개편하게 되었다.
모든 하버드 학생들은 소속 학위과정에 상관없이 다른 학과나 전문 전문대학원 혹은 이웃 MIT에서 일부 과목을 수강할 수 있다.

## 학교 현황

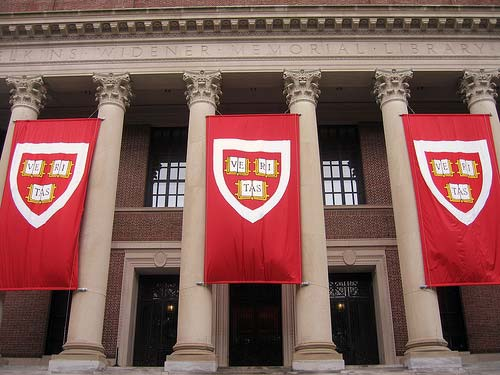
와이드너 도서관

하버드 대학은 세계 최고의 도서관 규모를 자랑한다. 무려 1,500만 권의 장서와 각종 자료가 약 90 여개 도서관에 비치돼 있다고 한다. 하버드 도서관은 서울 소재 대학 도서관들을 합친 것보다 더 많은 자료를 소장하고 있다. 하버드 대학은 세계에서 가장 부유한 대학으로도 잘 알려져 있다. 하버드의 투자 펀드 자산은 2009년 6월 기준 약 258억 달러(약 32조 원)이었다.

## 입학 현황

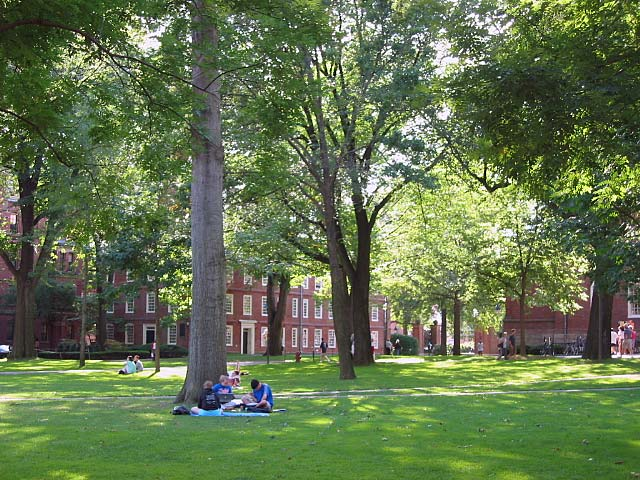
하버드 야드 (Harvard Yard)

2018년 졸업예정으로 2014년 가을에 입학하는 학부 합격자 발표 현황에 따르면 총 34,295명 지원자중 2,023명만이 합격하여 합격률 5.89%를 기록했다. 미국 종합대학 중 두번째로 낮은 합격률이었다. 합격한 학생들의 등록률(yield rate)은 82%로 미국 종합대학 중 가장 높았다. 미국에서 가장 많은 내셔날 메릿 장학생(National Merit Scholars)들이 하버드에 진학한다.
일반대학원과 비즈니스 스쿨, 로스쿨, 메디컬 스쿨 등의 전문대학원들도 각 분야에서 입학 경쟁이 미국에서 가장 치열한 수준이다. 일반대학원의 경우 석사·박사 통합과정만 제공하는데 경제학, 영문학 등의 주요 분야 석사·박사 통합과정 합격률은 해마다 5% 이하이다.

## 평가
하버드의 학부는 《U.S. 뉴스 & 월드 리포트》 미국 종합대학 학부 순위에서 언제나 3위권 안에 들었으며 2019년 순위에서는 2위를 차지했다. 전문대학원의 경우 비즈니스 스쿨이 1위, 로스쿨이 2위, 메디컬 스쿨이 1위, 교육대학원이 3위, 건축대학원이 1위를 기록했다. 또한 비즈니스 스쿨은 《파이낸셜 타임스》의 세계 경영대학원 순위에서 세계 1위, 로스쿨은 《QS》 세계 로스쿨 순위에서 세계 1위, 메디컬 스쿨은 《U.S. 뉴스 & 월드 리포트》 세계 메디컬 스쿨 순위에서 세계 1위를 차지했다. 일반대학원은 생물학, 화학, 경제학, 정치학, 영문학 등을 포함해서 모든 자연과학, 사회과학 및 인문학 분야에서 최상위권에 있다. 공학의 경우 미국 내 20위 권으로 다른 학과들에 비해서 경쟁력이 떨어지는 편이다.
소속 교수 및 박사과정 학생/졸업생들의 연구실적, 수상이력 등을 주로 평가하는 중국 세계 대학 학술 순위에서 해마다 1위, 학교 명성, 평판도를 주로 비교하는 《U.S. 뉴스 & 월드 리포트》 세계 대학 순위에서 해마다 1위, 영국 타임즈 고등교육 세계 대학 랭킹에서 현재 6위, 타임즈 고등교육 세계 대학 학계 평판도 순위에서 해마다 1위, 영국 QS 세계 대학 순위에서 현재 2위를 차지하고 있다. 또한 소속 교수들의 수상이력과 학계나 재계에서 유력한 졸업생 수를 주로 비교하는 아랍에미리트에 본부가 위치한 세계대학랭킹센터(Center for World University Rankings)의 세계 대학 순위에서도 해마다 1위를 기록하고 있다.

## 저명한 동문

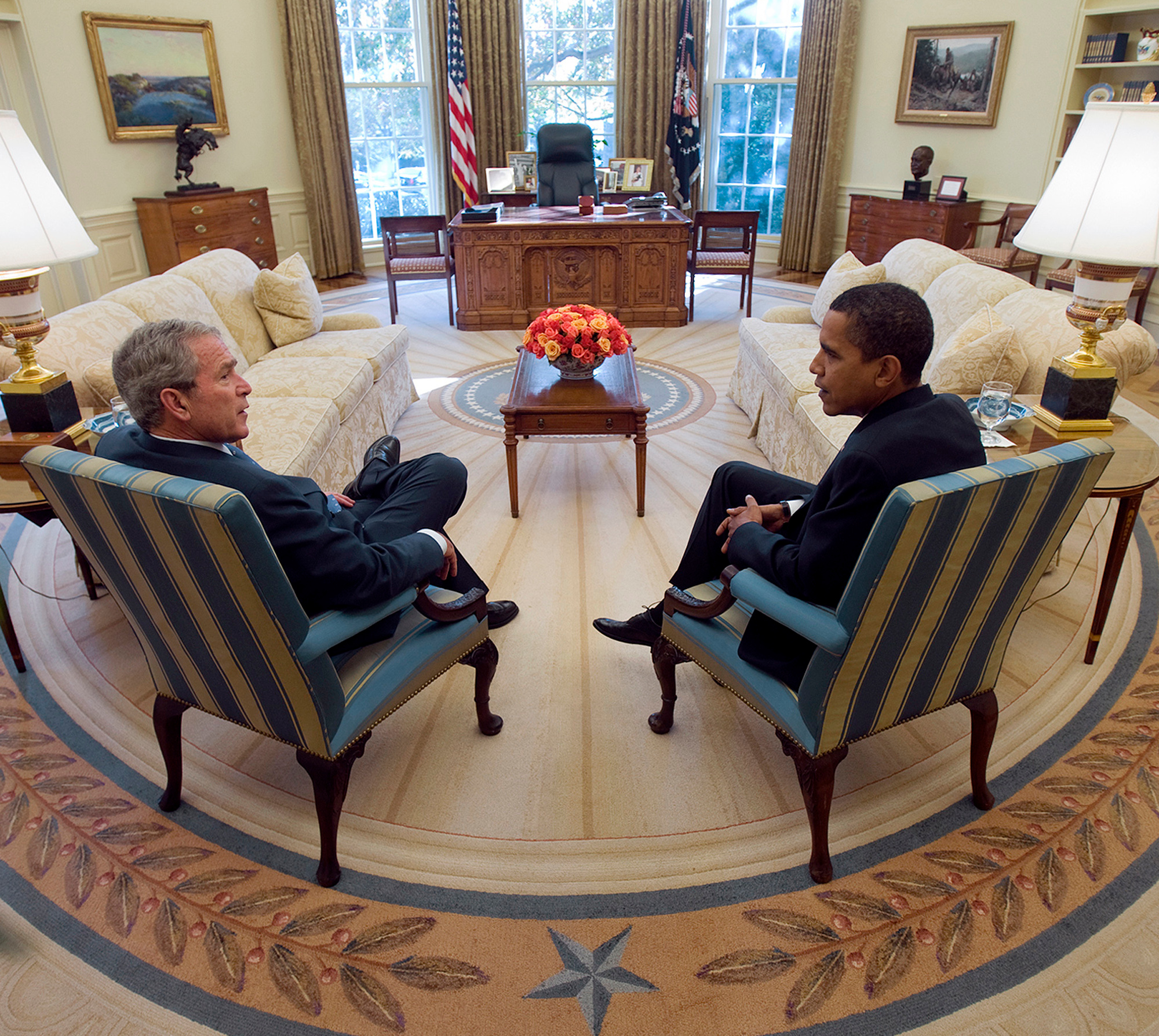
조지 W. 부시 (비즈니스 스쿨 M.B.A. 1975), 버락 오바마 (로스쿨 J.D. 1991)

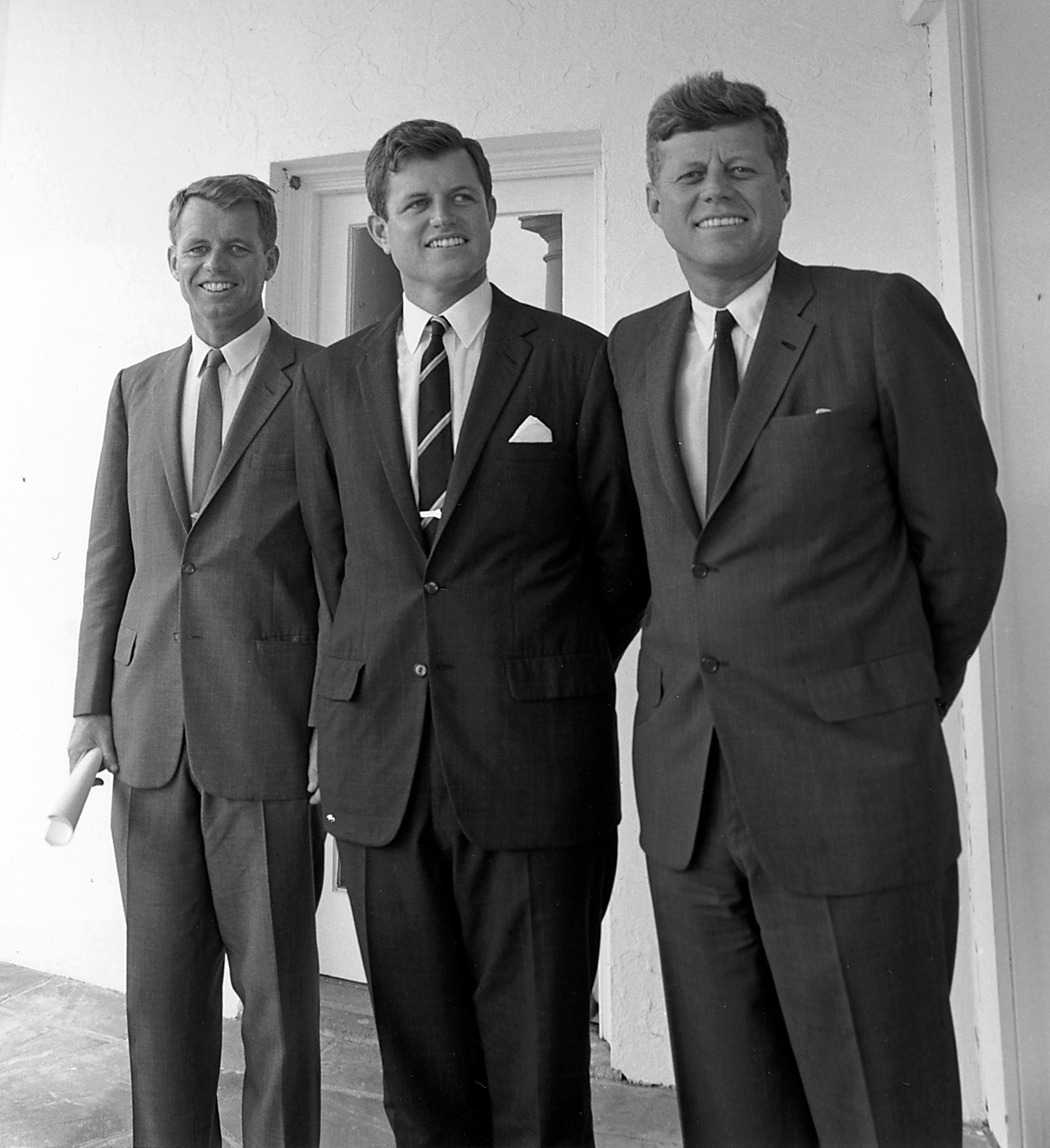
케네디 형제: 로버트 F. 케네디 (A.B. 1948), 에드워드 M. 케네디 (A.B. 1956), 존 F. 케네디 (S.B. 1940)

널리 알려진 사람으로는 미국 대통령 존 애덤스, 존 퀸시 애덤스, 러더퍼드 헤이스, 시어도어 루즈벨트, 프랭클린 루즈벨트, 존 F. 케네디, 조지 W. 부시, 버락 오바마, 퍼스트 레이디 미셸 오바마, 독립선언서에 최초로 사인한 사람 존 핸콕, 전 부통령 앨 고어, 전 캐나다 총리 윌리엄 라이언 매켄지 킹과 피에르 트뤼도, 캐나다 총독 데이비드 로이드 존스턴, 전 멕시코 대통령 미겔 데 라 마드리드, 카를로스 살리나스 데 고르타리, 비센테 폭스, 펠리페 칼데론, 전 칠레 대통령 세바스티안 피녜라, 콜롬비아 대통령 후안 마누엘 산토스, 중화민국 총통 마잉주, 싱가포르 총리 리셴룽, 파키스탄 총리 베나지르 부토, 이스라엘 총리 베냐민 네타냐후, 그리스 총리 안토니스 사마라스, 전 노르웨이 총리 그로 할렘 브룬틀란, 전 아일랜드 대통령 메리 로빈슨, 라이베리아 대통령 엘런 존슨설리프, 전 매사추세츠 주지사 밋 롬니, 전 뉴욕 시장 마이클 블룸버그, 연방 대법원 대법원장 존 로버츠, 대법관 엘레나 케이건, 안토닌 스칼리아, 앤서니 케네디, 법무장관 로레타 린치, 전 국무장관 딘 애치슨과 헨리 키신저, 주일 대사 캐럴라인 케네디, 전 재무장관 로런스 서머스, 전 연방 준비 제도 이사회 의장 벤 버냉키, 세계은행 총재 김용, 잉글랜드 은행 총재 마크 카니, 자선 사업가 아가 칸 4세, 맥킨지 & 컴퍼니의 실질적인 설립자 마빈 바우어, 블랙스톤 그룹 설립자 스티븐 슈워츠먼, 골드만 삭스 회장 겸 CEO 로이드 블랭크파인, JP모간 체이스 회장 겸 CEO 제이미 다이먼, 마이크로소프트 설립자 빌 게이츠, 전 마이크로소프트 CEO 스티브 발머, 페이스북 설립자 마크 저커버그, 휴렛 패커드 CEO 메그 휘트먼, 노벨 경제학상 수상자 폴 새뮤얼슨, 토머스 사전트, 정치학자 새뮤얼 헌팅턴, 생리학/지리학/역사학자 재러드 다이아몬드, 이론물리학자 로버트 오펜하이머, 노벨 물리학자 셸던 리 글래쇼, 노벨 화학자 마틴 챌피, 로저 첸, 철학자이자 시인 헨리 데이비드 소로, 사상가이자 시인 랠프 월도 에머슨, 작가 T. S. 엘리엇, 과학소설가 마이클 크라이튼, 첼리스트 요요 마, 지휘자 레너드 번스타인, 기타리스트 톰 모렐로, 배우 맷 데이먼, 나탈리 포트만, 토미 리 존스, 텔레비전 진행자 코넌 오브라이언, 농구선수 제러미 린 등이 있다.
한인 동문으로는 초대 대통령 이승만, 독립운동가 최기일, 한표욱, UN 사무총장 반기문, 전 국무총리 한덕수, 전 주미대사 함병춘, 전 기획재정부 장관 박재완, 전 동력자원부 장관 서상철, 전 건설부 장관 서영택, 전 국회의원 박진, 권영세, 국회의원 김광림, 홍문종, 헤럴드 회장 홍정욱, 삼성전자 회장 이재용, 김앤장 법률사무소 설립변호사 김영무, 네이버 대표이사 김상헌, 철학자 김용옥, 서울시립대학교 총장 이건, 서울대학교 명예교수 백낙청, 한국침례신학대학교 전총장 배국원, 프리랜서 방송인 신아영, 개혁신당 의원 이준석 등이 있다.

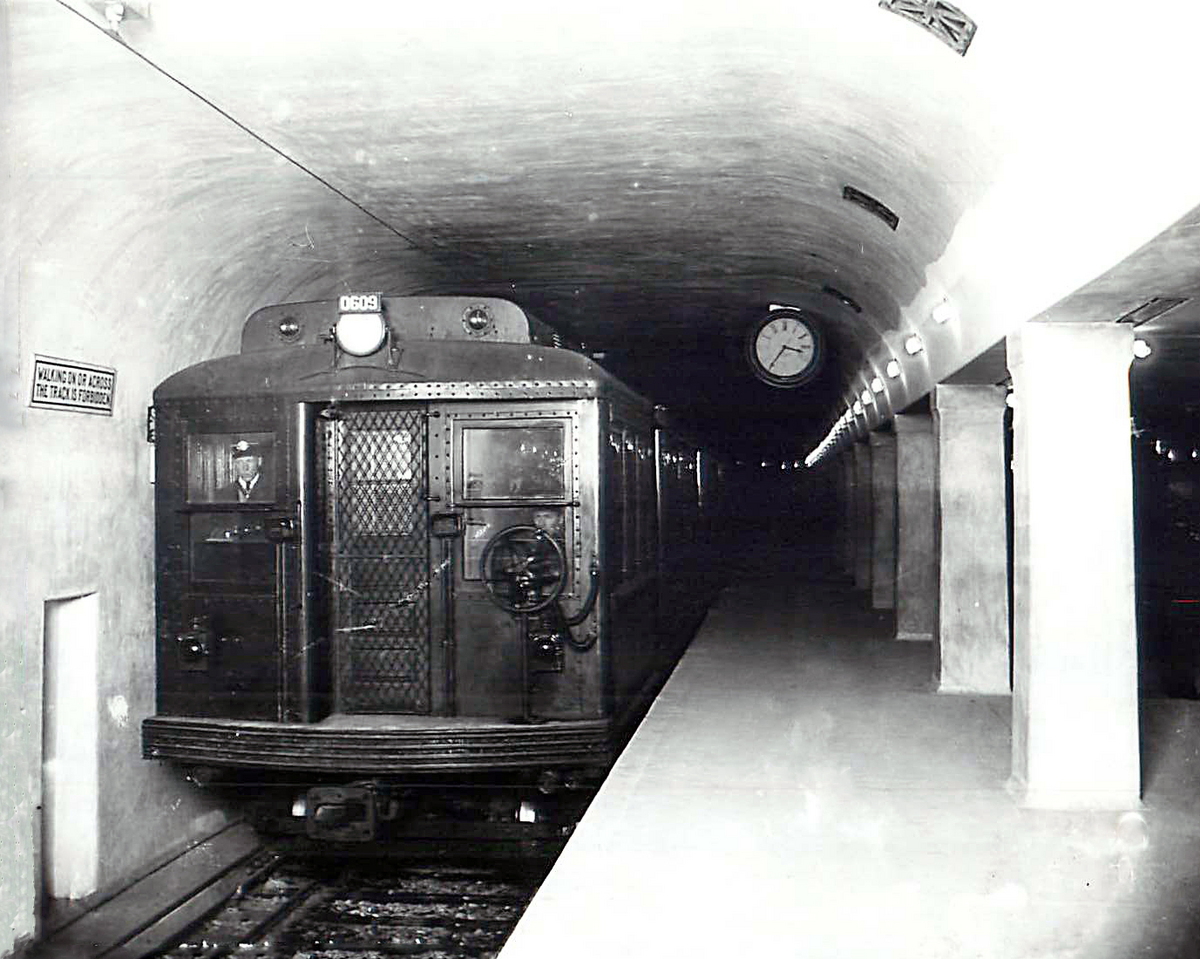
1912 Harvard

## 대중 문화 속 하버드 대학교
- 《하버드 대학의 공부벌레들》 (미국 영화, 드라마, 1973)
- 《러브 스토리》 (미국 소설, 1970, 영화, 1970)
- 《퀴즈 쇼》 (미국 영화, 1994)
- 《굿 윌 헌팅》 (미국 영화, 1997)
- 《아메리칸 사이코》 (미국 영화, 2000)
- 《금발이 너무해》 (미국 영화, 2001)
- 《다빈치 코드》 (미국 소설, 2003, 영화, 2006)
- 《소셜 네트워크》 (미국 영화, 2010)
- 《열정속으로 하버드 로스쿨》 (미국 회고록, 1977)
- 《앨리 맥빌》 (미국 드라마, 1997-2002)
- 《슈츠》 (미국 드라마, 2011-)
- 《웨스트 윙》 (미국 드라마, 1999-2006)
- 《NCIS》 (미국 드라마, 2003-)
- 《더 프랙티스》 (미국 드라마, 1997-2004)
- 《보스턴 리걸》 (미국 드라마, 2004-2009)
- 《블루 블러드》 (미국 드라마, 2010)
- 《하우스 오브 카드》 (미국 드라마, 2013-)
- 《러브 스토리 인 하버드》 (한국 드라마, 2004)

## 같이 보기
- 하버드 디자인대학원
- 하버드 로스쿨
- 하버드 메디컬 스쿨
- 하버드 비즈니스 스쿨
- 하버드 케네디 스쿨
- 하버드 T.H. 챈 보건대학원
- 래드클리프 칼리지
- 하버드-옌칭 연구소
- 하버드 대학교 천문대
- 피커링의 하렘
- 와이드너 도서관
- 포그 미술관